# آرتساخ‌بنک
آرتساخ‌بنک (ارمنی: Արցախբանկ؛ انگلیسی: Artsakhbank) یک بانک ارمنستانی است که مقر آن در ایروان می‌باشد. از تاریخ ۲۰ نوامبر ۲۰۱۷ این بانک ۷ شعبه در ایروان و ۱۱ شعبه در جمهوری آرتساخ دارد. این بانک در ۱۲ فوریه ۱۹۹۶ تأسیس شده‌است.

## عملیات
این بانک به ۴۳٬۷۸۷ مشتری خدمات‌ می‌رساند که از آن ۴۱٬۴۲۷ شخص حقیقی هستند. از تاریخ ۱ ژانویه ۲۰۱۱، آرتساخ‌بنک ۴۸۲ کارمند دارد.

## نگارخانه

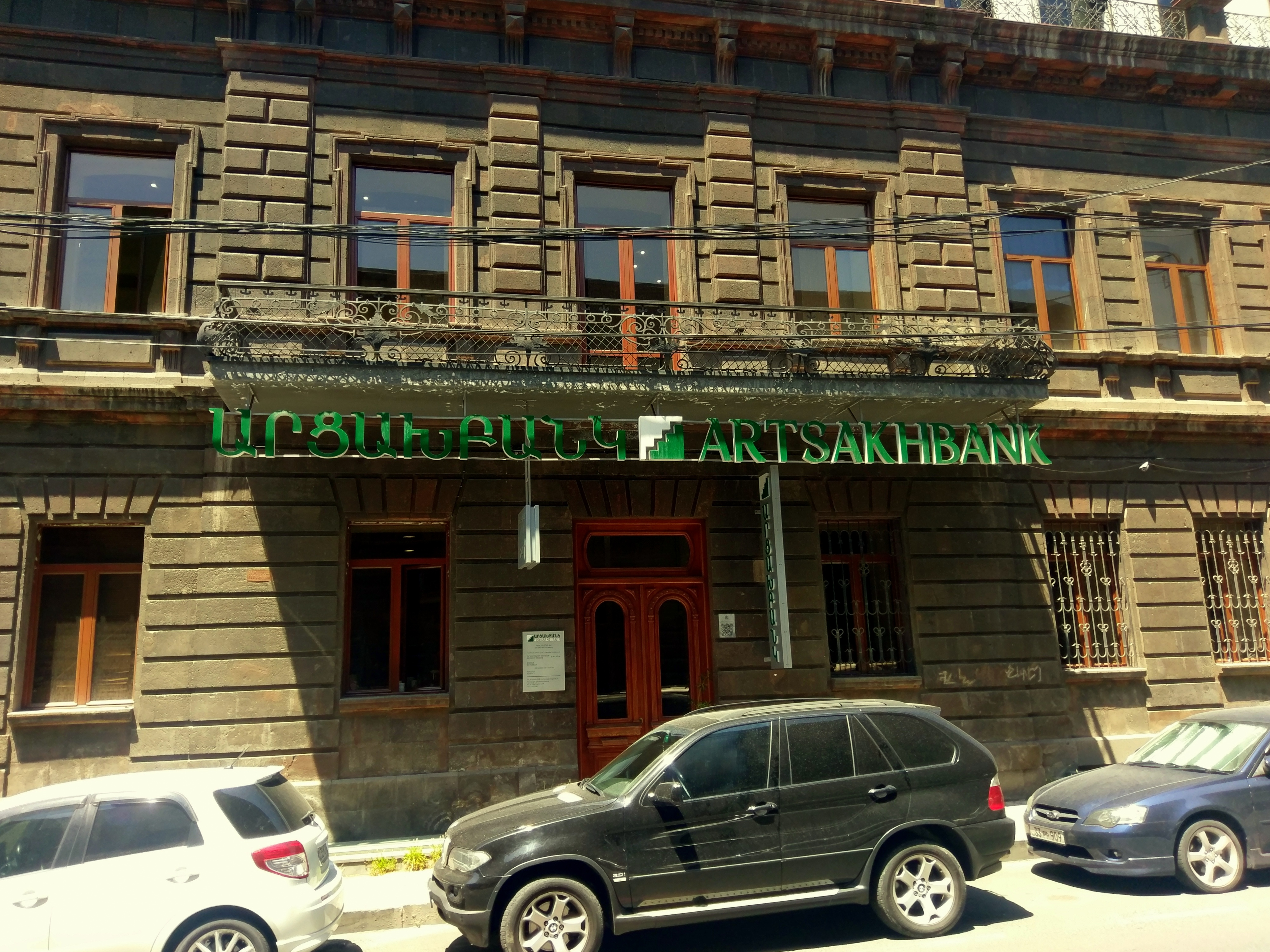
شعبه آرتساخ‌بنک، خیابان هانراپتوتیون